# Geotrygon saphirina
Geotrygon saphirina е вид птица от семейство Гълъбови (Columbidae). Видът е световно застрашен, със статут Уязвим.

## Разпространение
Видът е разпространен в Бразилия, Еквадор, Колумбия и Перу.